# 레닌그라츠키역
레닌그라츠키역(러시아어: Ленинградский вокзал)은 러시아 모스크바에 있는 9개의 철도역 중 가장 오래된 기차역이고 모스크바 북서쪽 지역의 철도역이다. 1844년부터 1851년까지 건축가 루돌프 젤라제비치가 설계하였다. 모스크바 철도 역사 중에서 옥탸브리스카야 선이 운영하는 유일한 모스크바 철도 터미널이다.
콤소몰스카야 광장에 위치한 이 역은 동서 방향, 특히 상트페테르부르크 방면으로 운행하는 열차가 많다. 또한, 이 역에서는 탈린, 에스토니아, 핀란드 헬싱키 등지로 가는 국제 열차가 거의 대부분 출발한다. 인근에는 야로슬랍스키 역과 카잔스키 역이 위치한다. 모스크바 지하철 1호선과 5호선의 환승역인 콤소몰스카야 역이 위치하고 있다.

## 역사
레닌그라츠키 역은 1844년에서 1851년 사이에 콘스탄틴 톤(Constantin Thon)에 의해 니콜라이 1세가 중시하던 프로젝트인 모스크바-상트페테르부르크 철도의 종착역으로 건설되었다. 정기적인 연계는 1851년에 시작되었다. 처음에는 페테르부륵스키(현, 상트페테르부르크 역) 역으로 알려져 있었다. 그로부터 5년 후, 황제가 사망하자 역명은 그의 이름을 따서 니콜라옙스키(니콜라옙스카야)로 명명되었고, 볼셰비키 인사들이 10월 혁명을 기념하기 위해 옥탸브리스키 터미널로 변경하여 1924년까지 이름을 그대로 유지하였다. 현재의 역명은 1년 후 페트로그라드 시가 레닌그라드 시로 되었을 때 붙여진 역명이다.
톤의 디자인은 상트페테르부르크에 위치한 역의 상대편 디자인과 근접한 형태이다. 상트페테르부르크의 필라테스의 형식의 단조로운 규칙성은 이탈리아풍의 장식물(팔라조 루셀라이를 강하게 연상시키는 지상 바닥창)과 중앙에 우아한 시계탑으로 활기를 불어넣었다. 더욱 엄밀한 것은 손 역시 근처 모스크바 세관(1844 ~ 1852년)의 외관으로, 역의 내부는 1950년과 1972년에 현대화 및 보수되었다.

## 사진

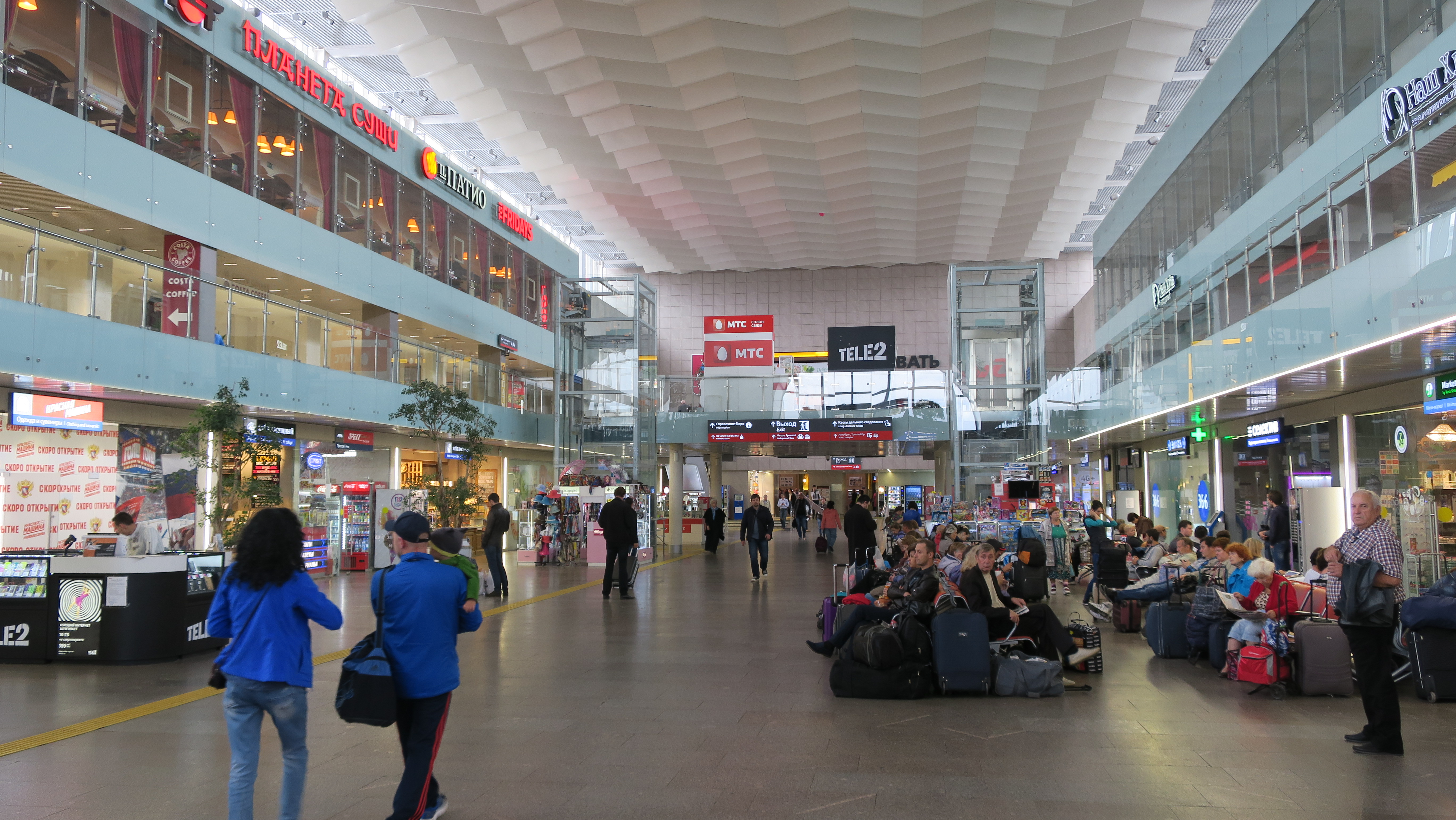
대합실
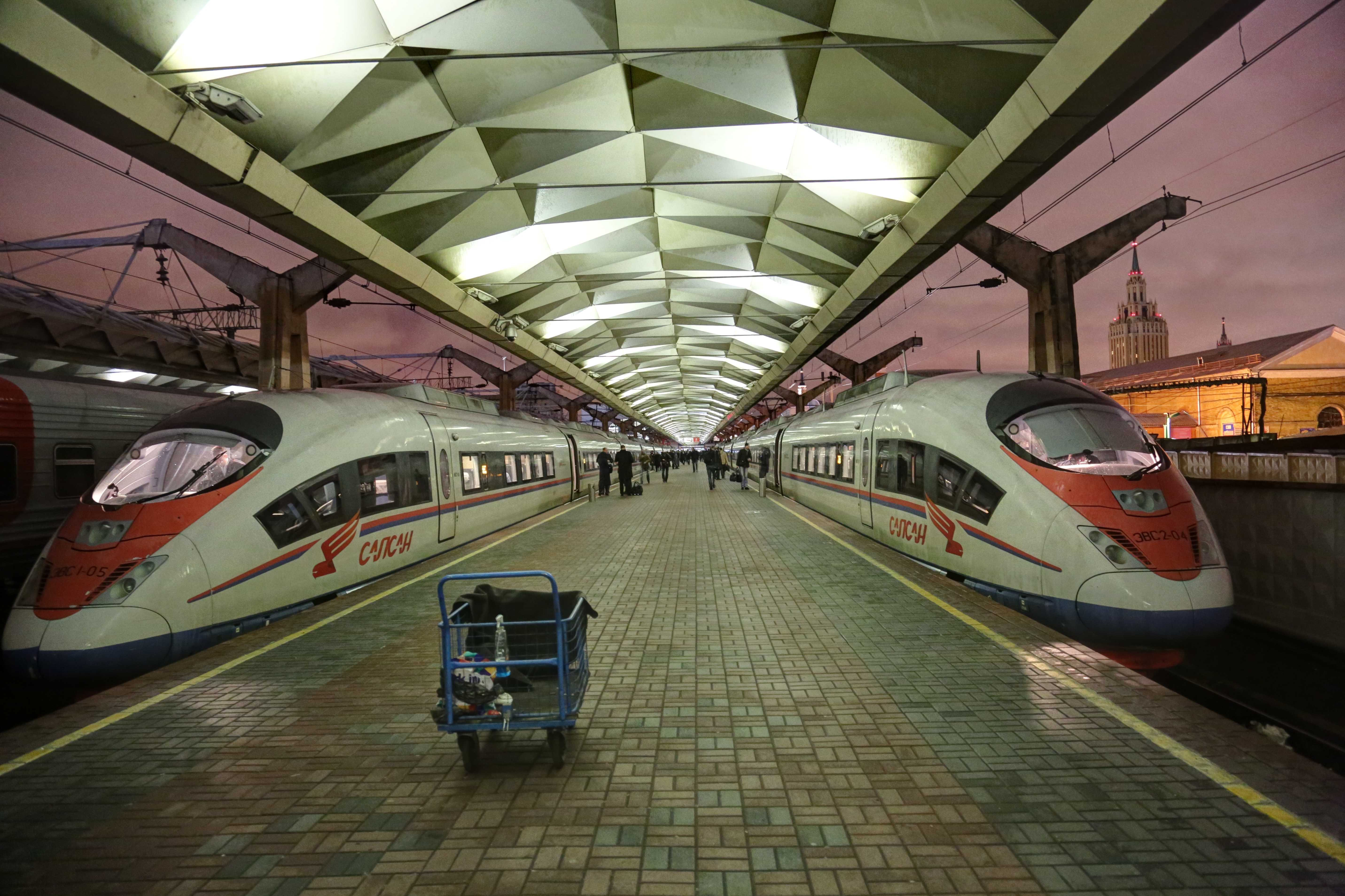
플랫폼에 정차한 삽산 고속열차
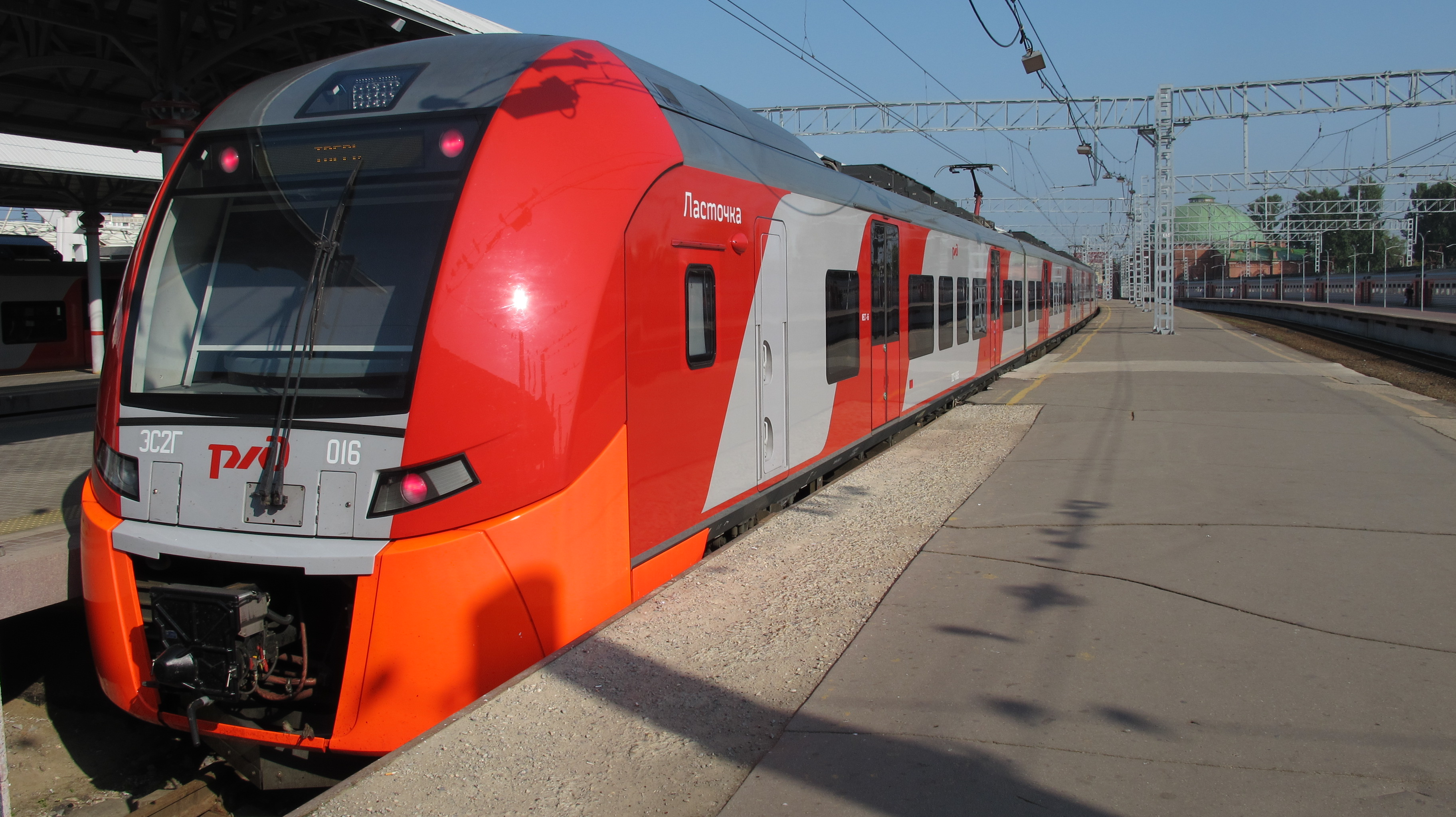
라스토치카 ES2G-016 모스크바-트베리의 모습

## 같이 보기
- 시베리아 횡단철도
- 한반도종단철도